# 邁氏擬鯉
邁氏擬鯉（学名：Rutilus meidingeri）為輻鰭魚綱鯉形目雅羅魚科的其中一種，被IUCN列為瀕危保育類動物，分布於歐洲奧地利高山湖泊阿特湖、蒙德湖和沃夫岡湖；奧地利多瑙河沿岸的一小部分，在奧地利特勞恩湖和德國基姆湖已滅絕，本魚體呈圓柱形，口鼻部圓而粗壯，嘴巴位於近末端位置，眼睛和鰭是灰色或略帶黃色，繁殖中的雄魚頭頂和側面有大而分散的結節，體長可達70公分，體重可達5公斤，棲息在湖泊較深的水域，以植物、底棲性無脊椎動物和小魚為食，可作為食用魚。